# Wilhelm Weitling
Wilhelm Weitling (Magdeburgo, 5 ottobre 1808 – New York, 25 gennaio 1871) è stato un rivoluzionario e teorico comunista tedesco.
Fu uno dei più importanti esponenti tedeschi del pensiero socialista-utopico. Fu definito da Engels come il fondatore del comunismo tedesco, per la cui prima teorizzazione si ispirò alla Bibbia. Fu un attivista per tutta la vita, sempre in fuga dalla polizia e dalla prigione, ma anche un lavoratore instancabile e un autodidatta. Fece parte della Lega dei Giusti, la prima organizzazione internazionale comunista con sezioni in Germania, Francia, Svizzera, Ungheria e Scandinavia.

## Biografia
Wilhelm Weitling era figlio illegittimo di una sarta, Christine Weitling, e un soldato, Guillaume Terijou. Fu istruito alle scuole dell'obbligo e poi intraprese la carriera di apprendista presso un sarto. Viaggiò molto in cerca di lavoro: si trasferì a Lipsia nel 1830, a Dresda nel 1832, a Vienna nel 1834 e a Parigi nel 1837. Quest'ultima tappa fu molto importante per la sua formazione intellettuale: in Francia fu influenzato da socialisti di primo piano, tra i quali Étienne Cabet, François-Noël Babeuf e Hugues Félicité Robert de Lamennais. A Parigi aderì  alla Lega dei proscritti (Bund der Geächteten), un'organizzazione socialista tedesca fondata da Theodor Schuster, la quale fu in seguito chiamata Lega dei Giusti e poi ancora Lega Comunista.  Nel 1839 fu poi costretto a rifugiarsi a Zurigo per scappare all'accusa mossa contro la Lega dei Giusti, di cui era uno dei principali leader, di coinvolgimento nell'insurrezione della Société de saisons (Società delle stagioni).
A Zurigo nel 1840 fondò il periodico Der Hilferuf der deutschen Jugend (Il grido di aiuto della gioventù tedesca), che fu poi rinominato nel 1842 Die junge Generation (La giovane generazione). La prima opera di Weitling fu Die Menschheit, wie sie ist und wie sie sein sollte (La razza umana, come essa è e come dovrebbe essere), in cui egli proponeva una teorizzazione del comunismo ispirandosi alla Bibbia. Nel 1842 compose un'altra opera: Garantien der Harmonie und Freiheit (Le garanzie dell'armonia e della libertà). L'opera seguente Das Evangelium des armen Sünders (Il Vangelo del povero peccatore) gli procurò l'accusa di blasfemia. Fu così condannato a dieci mesi di prigione e in più a cinque anni di esilio in Svizzera. L'opera fu comunque pubblicata in seguito e in essa Weitling presentava la figura di Cristo, da lui definito "der revolutionäre Zimmermann” (il falegname rivoluzionario), come un comunista che esortava all'eliminazione della proprietà privata.           
Ecco cosa scriveva Weitling:
(Weitling 1969 [1843], p.10)
(Weitling 1969 [1843], p.115-116)
(Weitling 1969 [1843], p.119)
Durante il periodo di prigionia Weitling scrisse numerose poesie raccolte nelle opere Kerkerpoesien (Poesie del carcere) e Volksklänge (Suoni del popolo), le quali suscitarono l'interesse di molti circoli radicali. Dopo aver scontato la sua pena si trasferì a Londra, ma vi rimase ben poco, poiché non riuscì ad inserirsi nella politica inglese della classe operaia e le sue idee non trovarono campo fertile. Si trasferì così nel 1846 a Bruxelles dove incontrò Karl Marx e Friedrich Engels, il peso dei quali in quel periodo nella sezione belga della Lega dei Giusti era cresciuto notevolmente. Weitling ebbe modo di confrontarsi con Marx, ma le sue tesi furono schiacciate da quelle più consolidate dell'avversario: Marx riuscì, infatti, a sostenere la vittoria del socialismo scientifico su quello intuitivo. Weitling ne fu profondamente mortificato e si isolò sempre di più.
Nel 1847 poi emigrò a New York, ma l'anno seguente ritornò in Germania come rappresentante dell'Unione della liberazione di New York. A Berlino fondò il giornale Der Urwähler (L'elettore archetipico), ma ebbe vita breve. Fu allora evidente che Weitling si trovava nel posto sbagliato: egli era ormai fuori dalla scena rivoluzionaria tedesca. Nel 1849 ritornò quindi negli Stati Uniti, dove pubblicò il giornale socialista utopico Republik der Arbeiter (La repubblica dei lavoratori). Fece poi parte del progetto di realizzazione di una banca cooperativa dei lavoratori e di un centro sociale comunista a Communia, Iowa.  Nel 1854 sposò Dorothea Caroline Louise Toedt, che era emigrata negli Stati Uniti con i genitori qualche anno prima. Wilhelm e Dorothea ebbero sei figli.                                                                     Nel 1856, in seguito alla pubblicazione del suo primo trattato sulla cosmologia, la sua carriera da scrittore si concluse. Weitling riprese allora il suo vecchio mestiere: il sarto. Nel 1867 divenne ufficialmente cittadino statunitense; nel 1871 morì a causa di un infarto.

## Weitling e Marx

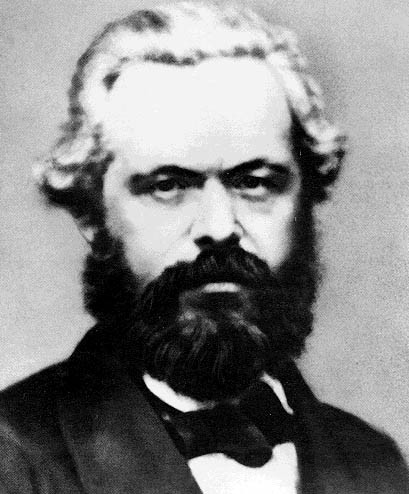
Karl Marx nel 1861

Weitiling viene spesso ricordato per le sue relazioni con Karl Marx. Prima del loro incontro a Bruxelles, Marx era stato entusiasta dell'opera di Weitling Garantien der Harmonie und Freiheit (Le garanzie dell'armonia e della libertà) tanto che la citò nel Vorwärts (Avanti) parigino del 1844. Essa fu anche definita “il grande e brillante debutto letterario dei lavoratori tedeschi”. L'incontro però interruppe ogni possibile relazione. Weitling era giunto a Bruxelles perché a Londra non era riuscito a far valere le sue idee; Marx, invece, era stato allontanato da Parigi a causa della pressione del governo prussiano esercitata sulla Francia. Ebbero così modo di confrontarsi: Weitling voleva rovesciare violentemente lo Stato e costituire immediatamente il comunismo sul modello dei primi cristiani del Nuovo Testamento.
Marx non era per niente favorevole e ritenne le sue idee troppo legate ad un passato ormai da cancellare e superare. Era invece convinto della necessità dello sviluppo del capitalismo e della democrazia borghese prima di impiantare e diffondere il comunismo. Di fronte alle tesi ben sostenute di Marx, il semplice sarto autodidatta dovette farsi da parte. Fu così che Weitling si isolò sempre di più e quando il nome di Lega Comunista fu approvato dal programma di Marx, egli era già emigrato negli Stati Uniti. Malgrado lo scontro, però, Marx ed Engels citarono Weitling, anche se non espressamente, nel Manifesto, nel gruppo dei comunisti egualitari guidati dalle idee di Babeuf.